# Guhyasamaja
Guhyasamaja (tibetisch གསང་བ་འདུས་པ Wylie gsang ba 'dus pa, englisch Assembly of Secrets) ist die Hauptgottheit des nach ihm benannten buddhistischen Tantras. Es ist eins der ältesten dieser Gattung mystischer Schriften. Guhyasamaja zählt zu den sogenannten Acht großen Heruka-Gottheiten (Bluttrinkern), neben Hayagriva, Vajrakilaya, Chakrasamvara, Hevajra, Jamantaka, Amrita und Mamo. Guhyasamâja ist in den Schulen der neuen Übersetzungstradition des tibetischen Buddhismus von großer Bedeutung.
Nach Jonathan Landaw/Andy Weber bedeutet Guhyasamaja Die Geheime Versammlung und/oder "der König der Tantras", nicht nur, weil die entsprechenden Schriften so alt sind, sondern weil sie und ihre Kommentare den Schlüssel zum Verständnis des gesamten, riesigen Spektrums der tantrischen Literatur liefern, die im Allgemeinen verschlüsselt und schwer verständlich ist.

## Zielsetzung
Die Zielsetzung der Tantras des späteren Buddhismus (mantrayâna, vajrayâna) ist identisch mit jener der Lehrreden (Sanskrit: sûtra): die Befreiung aus dieser Welt, dem Samsara – jedoch sind die dazu verwandten Mittel vermehrt: Eingesetzt werden nicht nur ethisches Verhalten, Weisheit und Meditation, sondern auch Rituale, Sadhana (bildliche Meditationen), Mantras (d. i. das Rezitieren von Wörtern bzw. kurzen Zusammenstellungen von Wörtern), Mandalas, Initiationen, selbst magische Rituale und Sexualität.
Nach dem Tibeter Buston (1290–1364) werden die Tantras in vier Klassen eingeteilt: kriyâ, caryâ, yoga und anuttarayoga. Die Anuttarayoga-Tantras unterscheiden sich in Vater [upâya, dâka, pitr, Vater] Tantras wie das Guhyasamâjatantra, Mutter [prajñâ, yoginî, dâkinî, matr, Mutter] wie das Hevajratantra, und Nicht-Duale Tantras, wie zum Beispiel Kalachakra. Diese Einteilung erfolgt nach den Störgefühlen, mit welchen diese Praxis hauptsächlich arbeitet und welche durch diese umgewandelt werden. So sind die Vatertantras auf Praktizierende mit Zorn als Hauptstörgefühl ausgerichtet, die Muttertantras auf Anhaftung und die Nicht-Dualen Tantras auf Verwirrung.

## Guhyasamâjatantra

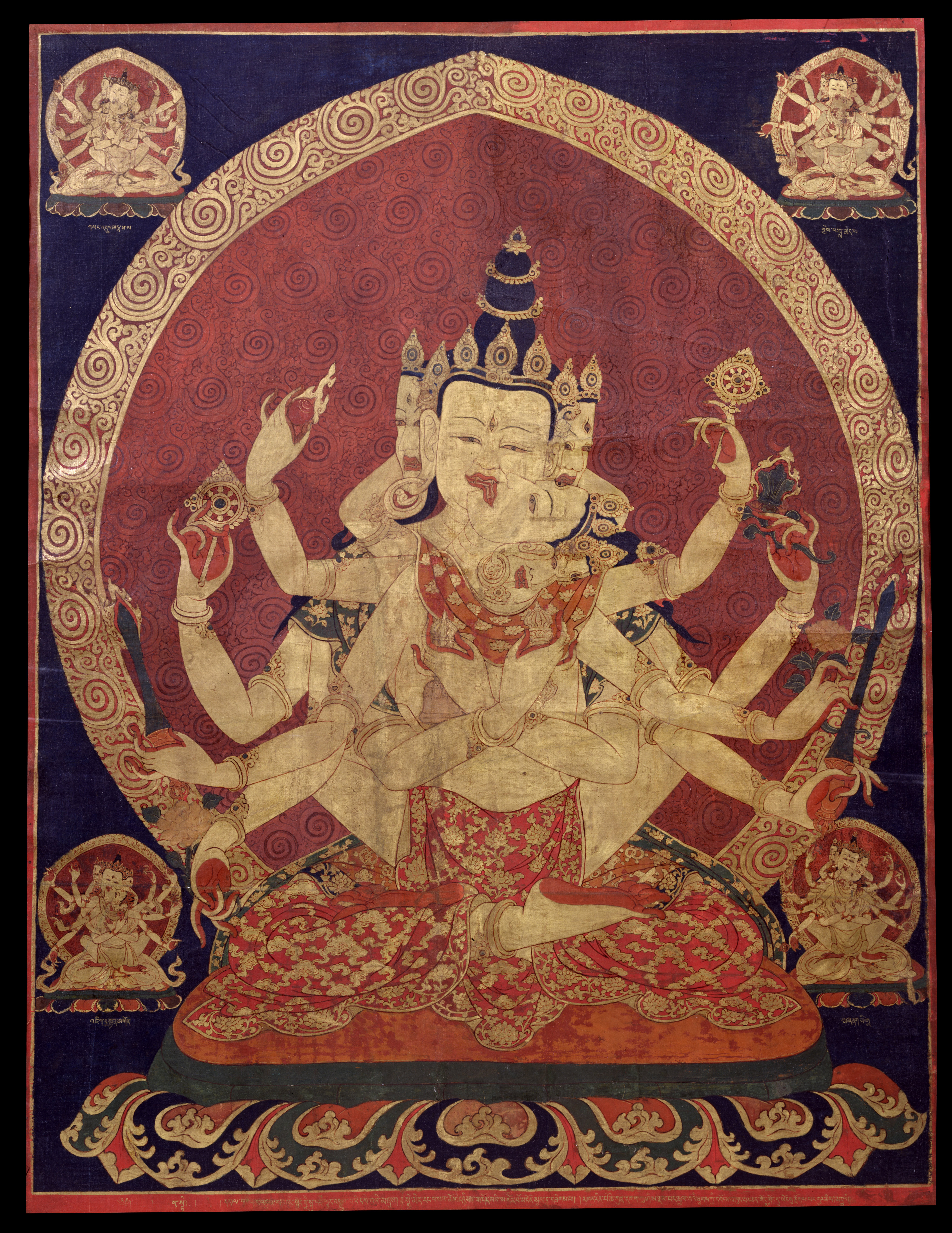
Guhyasamaja Akshobhyavajra (17. Jahrhundert, Zentraltibet, Rubin Museum of Art)

### Überlieferung
Es ist relativ leicht, die Kommentare zu diesem Tantra zu datieren, schwerer jedoch den Text selbst zeitlich einzuordnen. Der im tibetischen Kanjur überlieferte Korpus von Sekundärschriften datiert vom 8. bis ins 12. Jahrhundert n. Chr. So mag es angehen, das Mahâvairocana-Tantra ins spätere 6. Jahrhundert zu datieren, das Tattvasamgraha in das folgende, und das Guhyasamâja-Tantra in das späte siebente oder achte (Wayman: Buddhist Tantras, p. 15; Gäng, p. 101). Die ersten 17 Kapitel, das mûla-tantra (Wurzel-Tantra), liegen in Sanskrit vor, das 18. Kapitel ebenfalls.

### Text
Der Titel könnte übersetzt werden mit "Tantra der geheimen Vereinigung", wobei sich das letzte Wort sowohl auf die mystische Erfahrung wie auf die sexuelle Vereinigung beziehen kann.
Der Text beschreibt anfangs das Mandala der Gottheit, es folgen Sadhanas, das heißt bildliche Meditationsanweisungen, das verborgene Mandala von Körper, Rede und Geist, Diskurse über Buddhanatur, Leere (Sanskrit: shûnyatâ), das Verwandeln seelischer Gifte wie Gier und Hass.
Einige Stellen sind – wie in solchen Schriften üblich – in „intentionaler Sprache“ (Sanskrit: sandhyâ-bhâshâ) verfasst; dies schließt ein, dass Textpassagen mehrere Bedeutungsebenen besitzen können.

### Kommentare
Sekundäre, auslegende Tantras wie zum Beispiel im tibetischen Kanjur (Tohoku Katalog Nrn. 444-447).
Candrakîrti: Pradîpoddyontana-tîkâ, der im 9. Jahrhundert n. Chr. entstand und eine systematische Ausdeutung bietet.
Weitere indische Mahasiddhas, die über dieses Tantra schrieben waren Nagarjuna und Aryadeva.
Eine der großen Leistungen des tibetischen Meisters und Übersetzers Marpa aus dem 11. Jahrhundert bestand darin, Guhyasamajas Lehren aus Indien in das Schneeland zu bringen. Je Tsong Khapa hat seiner Interpretation einen ausführlichen Kommentar gewidmet.

## Übertragung in Tibet
Das Guhyasamayatantra wird heutzutage speziell in der Gelug-Schule des tibetischen Buddhismus gelehrt. Es ist dort neben der tantrischen Praxis von Yamantaka, Cakrasamvara und Kalachakra eines der Haupttantras, aber auch in der Kagyü-Schule findet sich eine eigene Übertragungslinie dieses Tantras.